# 25 Pułk Piechoty Liniowej

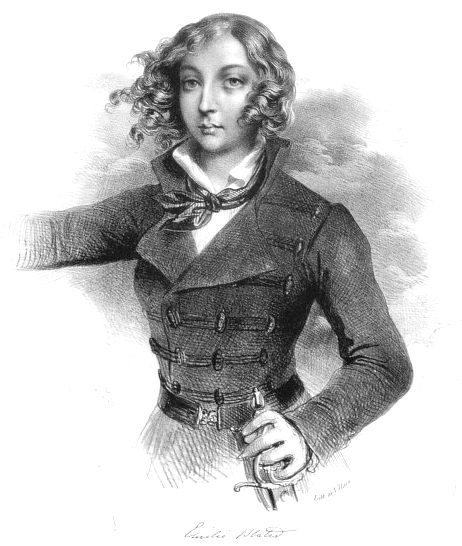
Dowódcą 1 kompanii 25ppl była Emilia Plater

25 Pułk Piechoty Liniowej – polski pułk piechoty okresu powstania listopadowego.

## Formowanie i zmiany organizacyjne
Sformowany 26 maja 1831 w Chrynkach w Puszczy Białowieskiej jako 1 Pułk Piechoty Litewskiej. Zgodnie z etatem pułk miał składać się ze sztabu i trzech batalionów piechoty liniowej po cztery kompanie, winien liczyć 57 oficerów, 216 podoficerów, 40 muzykantów, i 2355 szeregowych frontowych i 27 żołnierzy niefrontowych. W sumie w pułku miało służyć 2695 żołnierzy. 

## Walki pułku
Pułk brał udział w walkach w czasie powstania listopadowego.
Bitwy i potyczki:
- pod Żyrminami (27 maja),
- pod Kownem (28 czerwca)
- pod Rekowem (8 lipca)

## Żołnierze pułku
Pułkiem dowodzili:
- mjr Stanisław Macewicz (1 lipca 1831)
- mjr Brzostowski
- mjr Jan Plocer

Oficerowie:
- Emilia Plater